# Josef Jabor
Josef Jabor fue un deportista checoslovaco que compitió en remo como timonel. Ganó cuatro medallas de bronce en el Campeonato Europeo de Remo entre los años 1923 y 1933.

## Palmarés internacional
| Campeonato Europeo | Campeonato Europeo    | Campeonato Europeo | Campeonato Europeo |
| Año                | Lugar                 | Medalla            | Prueba             |
| ------------------ | --------------------- | ------------------ | ------------------ |
| 1923               | Como (Italia)         | Medalla de bronce  | Ocho con timonel   |
| 1924               | Lucerna (Suiza)       | Medalla de bronce  | Ocho con timonel   |
| 1932               | Belgrado (Yugoslavia) | Medalla de bronce  | Ocho con timonel   |
| 1933               | Budapest (Hungría)    | Medalla de bronce  | Cuatro con timonel |